# 습관
습관(習慣)이란 어떠한 행동을 학습한 후 일상적으로 반복하는 행위이다. 습관은 후천적인 행동 양식이고 반복하여 수행되는 것으로 고정화된다. 신체적 행동 외에, 생각 등 정신적, 심리적 경향도 포함한다. 

## 습관의 형성 기간
'루틴 기반 대 시간 기반 큐 계획에 따른 습관 형성' 연구 결과에 따르면 습관이 형성되기까지 걸리는 시간의 중앙값은 59일이다.

## 버릇
습관과 버릇은 모두 영어로 habit이라고 표기되지만 차이점이 있다. 먼저 습관은 한자어이고 버릇은 순우리말이다. 보통 버릇은 부정적이게 쓰이는 방면 습관은 긍정적인 표현과 부정적 표현을 두루 사용한다. 또한 습관은 신체적 행동과 말에 관한 무의식적인 행위를 표현할 때 사용된다면, 습관은 신체적 행동 외에 생각 등 정신적, 심리적 경향도 포함한다.

## 중독
중독은 자극을 주는 행동을 하고자 하는 욕구이다. 마약과 같은 약물에 의한 중독이나 게임과 같은 보상을 받기 위해 하는 행위를 하고자 하는 것이 중독이다. 습관이 무의식적으로 하는 행동이라면 중독은 의식해도 자기 스스로 억제하기 힘들어하는 것과 뇌에 직접적인 영향을 주며 정신적으로 부정적인 영향을 주는 것이 특징이다. 습관과 중독은 비슷해 보이지만 이러한 점에서 분명한 차이가 있다.

## 같이 보기
- 고착
- 인지 행동 치료
- 손톱물기
- 코파기
- 지연행동
- 행동 중독